# Кара-Чумиш (селище)
Кара-Чуми́ш (рос. Кара-Чумыш) — селище у складі Прокоп'євського округу Кемеровської області, Росія.

## Населення
Населення — 35 осіб (2010; 60 у 2002).
Національний склад (станом на 2002 рік):
- росіяни — 92 %